# Gumriaul
Gumriaul är ett berg i Österrike.   Det ligger i distriktet Lienz och förbundslandet Tyrolen, i den centrala delen av landet, 300 km sydväst om huvudstaden Wien. Toppen på Gumriaul är 2 918 meter över havet, eller 126 meter över den omgivande terrängen. Bredden vid basen är 0,76 km.
Terrängen runt Gumriaul är huvudsakligen bergig, men den allra närmaste omgivningen är kuperad. Närmaste större samhälle är Lienz, 19,9 km öster om Gumriaul. 
I omgivningarna runt Gumriaul växer i huvudsak blandskog. Runt Gumriaul är det ganska glesbefolkat, med 26 invånare per kvadratkilometer.